# Tamopsis transiens
Tamopsis transiens är en spindelart som beskrevs av Baehr 1992. Tamopsis transiens ingår i släktet Tamopsis och familjen Hersiliidae. Inga underarter finns listade i Catalogue of Life.